# Jeff Symonds
Jeffrey Bruce Symonds (* 1. Oktober 1985 in Penticton) ist ein kanadischer Triathlet. Er war Dritter bei der Weltmeisterschaft auf der Mitteldistanz (2011) und Ironman-Sieger (2015).

## Werdegang
Jeff Symonds wuchs in der Stadt Penticton auf, wo seit 1983 der Ironman Canada ausgetragen wurde. Seinen ersten Triathlon bestritt er im Alter von 20 Jahren. Der Kanadier besuchte die University of British Columbia, wo er Wirtschaft mit Schwerpunkt Marketing studierte. Während des Studiums war er als Läufer in der Universitätsmannschaft aktiv.
Im September 2011 wurde Symonds Dritter bei den Ironman 70.3 World Championships und er holte damit die erste Medaille bei Weltmeisterschaften nach Kanada.
Im Jahr 2013 bestritt er beim Ironman Los Cabos seinen ersten Wettbewerb über die Langdistanz, den er nach 8:37:09 Stunden auf dem vierten Platz beendete. Seinen ersten Sieg über diese Distanz erreichte er im gleichen Jahr beim Challenge Penticton und im Jahr 2014 konnte er diesen Erfolg in seiner Heimatstadt wiederholen.

### Ironman-Sieger 2015
Im März 2015 gewann er in Australien den Ironman Melbourne. Den ältesten kanadischen Triathlon-Wettkampfs auf der Langdistanz, den Challenge Penticton, konnte er im August 2016 zum dritten Mal für sich entscheiden.
Im August 2017 wurde der damals 31-Jährige Achter bei der Weltmeisterschaft auf der Triathlon-Langdistanz. Jeff Symonds lebt heute mit seiner Partnerin  in Vancouver.

## Sportliche Erfolge
| Datum/Jahr    | Rang | Wettbewerb                       | Austragungsort | Zeit     | Bemerkung                                               |
| ------------- | ---- | -------------------------------- | -------------- | -------- | ------------------------------------------------------- |
| 19. März 2017 | 12   | Ironman 70.3 Campeche            | Campeche       | 04:23:04 | bei der Erstaustragung                                  |
| 24. Juli 2016 | 8    | Ironman 70.3 Calgary             | Calgary        | 04:04:30 |                                                         |
| 8. Feb. 2015  | 4    | Ironman 70.3 Geelong             | Geelong        |          |                                                         |
| 1. Feb. 2015  | 4    | Challenge Melbourne              | Melbourne      | 03:53:28 | 11 Sekunden hinter dem Drittplatzierten Peter Robertson |
| 6. Dez. 2014  | 7    | Challenge Bahrain                | Bahrain        | 03:44:55 |                                                         |
| 26. Okt. 2014 | 4    | Ironman 70.3 Austin              | Austin         | 03:57:42 |                                                         |
| 7. Juni 2014  | 6    | Ironman 70.3 Boise               | Boise          | 04:03:15 |                                                         |
| 8. Juni 2013  | 6    | Ironman 70.3 Boise               | Boise          | 03:58:37 |                                                         |
| 28. Okt. 2012 | 4    | Ironman 70.3 Austin              | Austin         | 03:56:29 |                                                         |
| 9. Sep. 2012  | 15   | Ironman 70.3 World Championships | Henderson      |          |                                                         |
| 29. Juli 2012 | 3    | Ironman 70.3 Calgary             | Calgary        | 03:52:36 |                                                         |
| 1. Juli 2012  | 1    | The Great White North Triathlon  | Stony Plain    | 03:55:59 |                                                         |
| 11. Sep. 2011 | 3    | Ironman 70.3 World Championships | Henderson      | 03:58:42 |                                                         |
| 14. Aug. 2011 | 3    | Ironman 70.3 Lake Stevens        | Washington     | 03:58:29 |                                                         |
| 11. Juni 2011 | 3    | Ironman 70.3 Boise               | Boise          | 03:55:26 |                                                         |
| 13. Nov. 2010 | 13   | Ironman 70.3 World Championships | Clearwater     |          |                                                         |
| 12. Sep. 2010 | 5    | Ironman 70.3 Muskoka             | Huntsville     | 04:09:24 |                                                         |
| 27. März 2010 | 6    | Ironman 70.3 California          | Oceanside      | 04:05:41 |                                                         |
| 16. Aug. 2009 | 2    | Ironman 70.3 Lake Stevens        | Lake Stevens   | 04:03:46 |                                                         |

| Datum/Jahr    | Rang | Wettbewerb                                      | Austragungsort | Zeit     | Bemerkung                                                                                           |  |
| ------------- | ---- | ----------------------------------------------- | -------------- | -------- | --------------------------------------------------------------------------------------------------- |  |
| 27. Aug. 2017 | 8    | ITU Long Distance Triathlon World Championships | Penticton      | 05:37:08 | Weltmeisterschaft auf der Triathlon-Langdistanz (3 km Schwimmen, 120 km Radfahren und 30 km Laufen) |  |
| 25. Sep. 2016 | 2    | Ironman Chattanooga                             | Chattanooga    | 08:19:27 | |  |
| 28. Aug. 2016 | 1    | Challenge Penticton                             | Penticton      | 05:32:39 | 3 km Schwimmen, 120 km Radfahren und 30 km Laufen                                                   |  |
| 10. Okt. 2015 | 23   | Ironman Hawaii                                  | Kailua-Kona    |          | nach technischen Problemen auf dem Rad (Defekt der Kurbel)                                          |  |
| 26. Juli 2015 | DNF  | Ironman Canada                                  | Whistler       |          | Rennabbruch wegen zu gefährlicher Radstrecke aufgrund Starkregens                                   |  |
| 22. März 2015 | 1    | Ironman Melbourne                               | Melbourne      | 08:04:29 | erster Ironman-Sieg mit persönlicher Bestzeit auf der Langdistanz                                   |  |
| 24. Aug. 2014 | 1    | Challenge Penticton                             | Penticton      | 08:26:58 | |  |
| 27. Juli 2014 | 2    | Ironman Canada                                  | Whistler       | 08:25:22 | |  |
| 25. Aug. 2013 | 1    | Challenge Penticton                             | Penticton      | 08:29:37 | Sieger bei der Erstaustragung unter dem neuen Veranstaltungsnamen                                   |  |
| 17. März 2013 | 4    | Ironman Los Cabos                               | Los Cabos      | 08:37:09 | |  |

(DNF – Did Not Finish)